# Шайкача

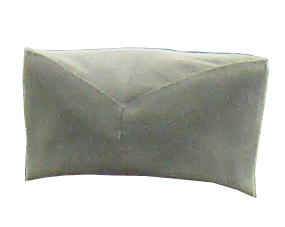
Сербская шайкача.

Шайка́ча (серб. шајкача / šajkača, от шајак — «валяная шерсть») — традиционный сербский национальный головной убор, появившийся в XVIII веке. 
Это шапка обычно чёрного, серого или зелёного цвета, которая изготавливается из мягкой ткани и имеет V-образную форму. Шайкача является неотъемлемым элементом сербского национального костюма и национальным символом Сербии.

## История

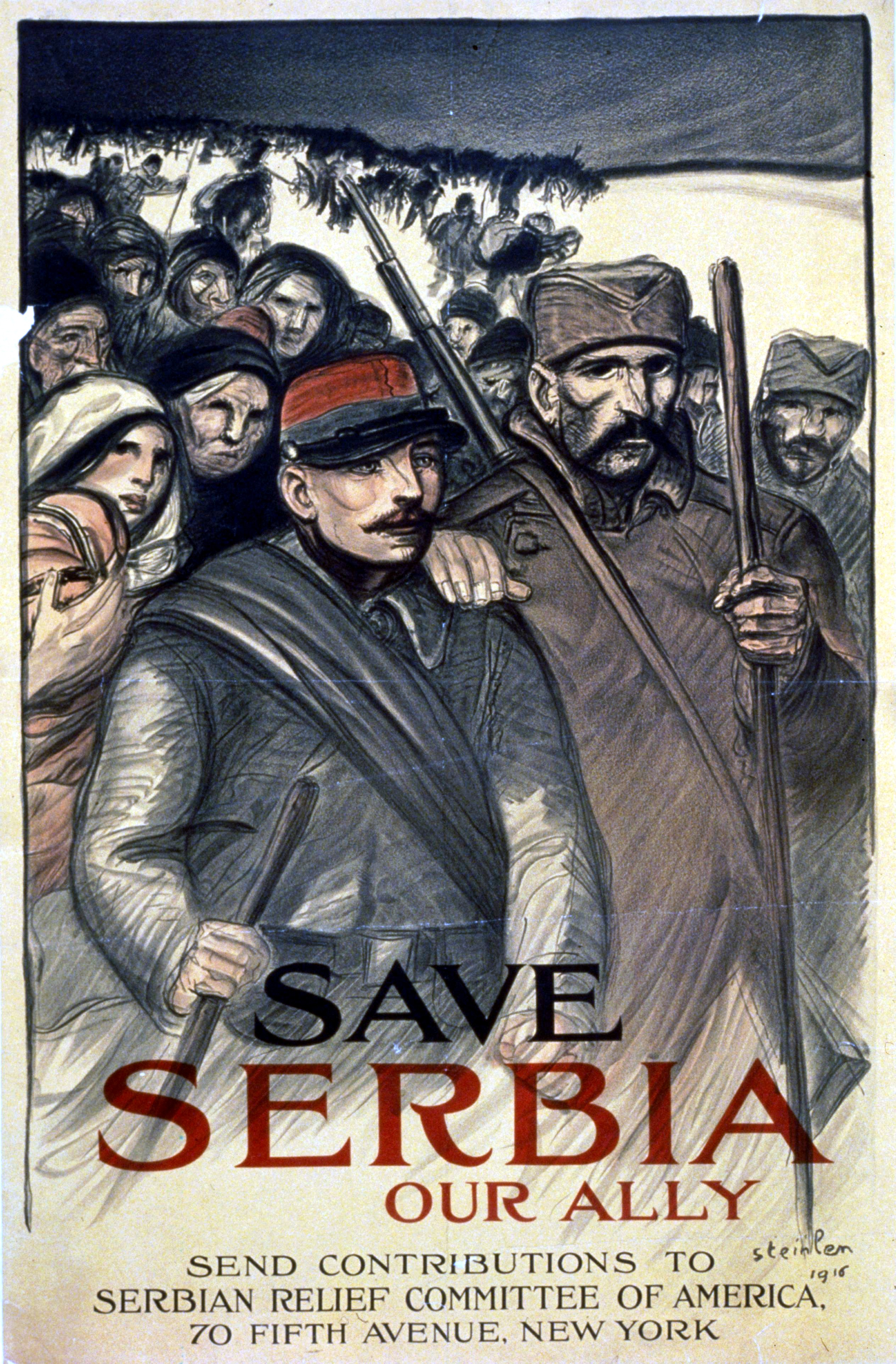
Солдаты в шайкачах справа. «Спасите Сербию!», американский плакат времён Первой мировой войны

Шайкачу изначально носили в основном сербские крестьяне. Имя пришло в честь так называемого воинского формирования — шайка́ши (серб. šajkaši / шајкаши). Так называли сербских солдат, которые служили в армии Австрийской империи, а именно на речных флотилиях рек Дунай и Сава. Шайкаши участвовали в войнах против Османской империи, а их шапки были в форме дна перевёрнутой лодки — как правило, казацкой чайки (серб. шајка). Во время Первого сербского восстания шайкача стала распространяться достаточно быстро среди сербов-участников восстания: солдаты отряда Карагеоргия брали турецкие фески и переделывали их в шайкачи.

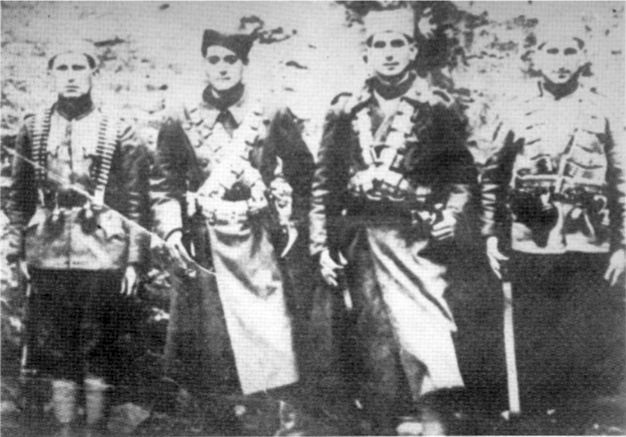
Югославские партизаны, носящие шайкачи.

Шайкачу носят многие крестьяне региона Шумадия, а сама шапка получила двойное предназначение: её носили в мирное время люди, работая в сельской местности, а в военное время она становилась частью сербской военной формы. Так, в годы Первой мировой войны все солдаты сербской армии носили шайкачу. Шайкача также была в то время частью форменной одежды русской армии, и её выдавали солдатам тех частей, которым противостояли болгарские войска — поскольку болгарская и русская формы одежды были очень похожи и солдаты двух воюющих народов могли перепутать друг друга, отличить можно было только по наличии шайкачи у русских солдат. Популярность шайкачи среди сербов была настолько велика, что в 1916 году оккупационные власти Болгарии, занявшие Южную Сербию, запретили законом ношение и владение этой шапки, а остатки со складов передали немцам, а те обмундировали русинов (по-современному — мазепинка). После становления Югославии сербские чиновники добились того, чтобы шайкачу носили и жители Боснии вместо турецкой фески. В годы Второй мировой войны шайкача стала традиционным головным убором четников из Югославских войск на родине. Несмотря на то, что в рядах титовских красных партизан большинство солдат носили пилотки-титовки, шайкача ей не уступала по популярности и долгое время использовалась частями Народно-освободительной армии Югославии, действовавшими на территории Сербии.
Во время распада Югославии шайкача снова стала переживать популярность: резервисты Армии Республики Сербской и члены паравоенных групп, участвовавшие в Боснийской войне, стали снова носить шайкачу как часть униформы (причём у высших офицеров шайкача была со своеобразным козырьком), а вскоре шайкача стала официальным элементом униформы Армии Республики Сербской. После битвы за Вуковар сербы Хорватии установили множество памятников павшим в сражении за город сербским солдатам, выполненных в форме шайкачи. В послевоенные годы эти памятники стали объектами многочисленных вандальных акций, вследствие чего сербская община вынуждена была установить другие памятники без каких-либо политических или национальных обозначений. В 1999 году во время бомбардировок НАТО сеть McDonald's в Сербии стала рекламировать свои продукты, размещая постеры с кириллическими надписями и изображением шайкачи на вершине буквы M, чтобы сделать более узнаваемой в мире шайкачу как символ Сербии и сербов.

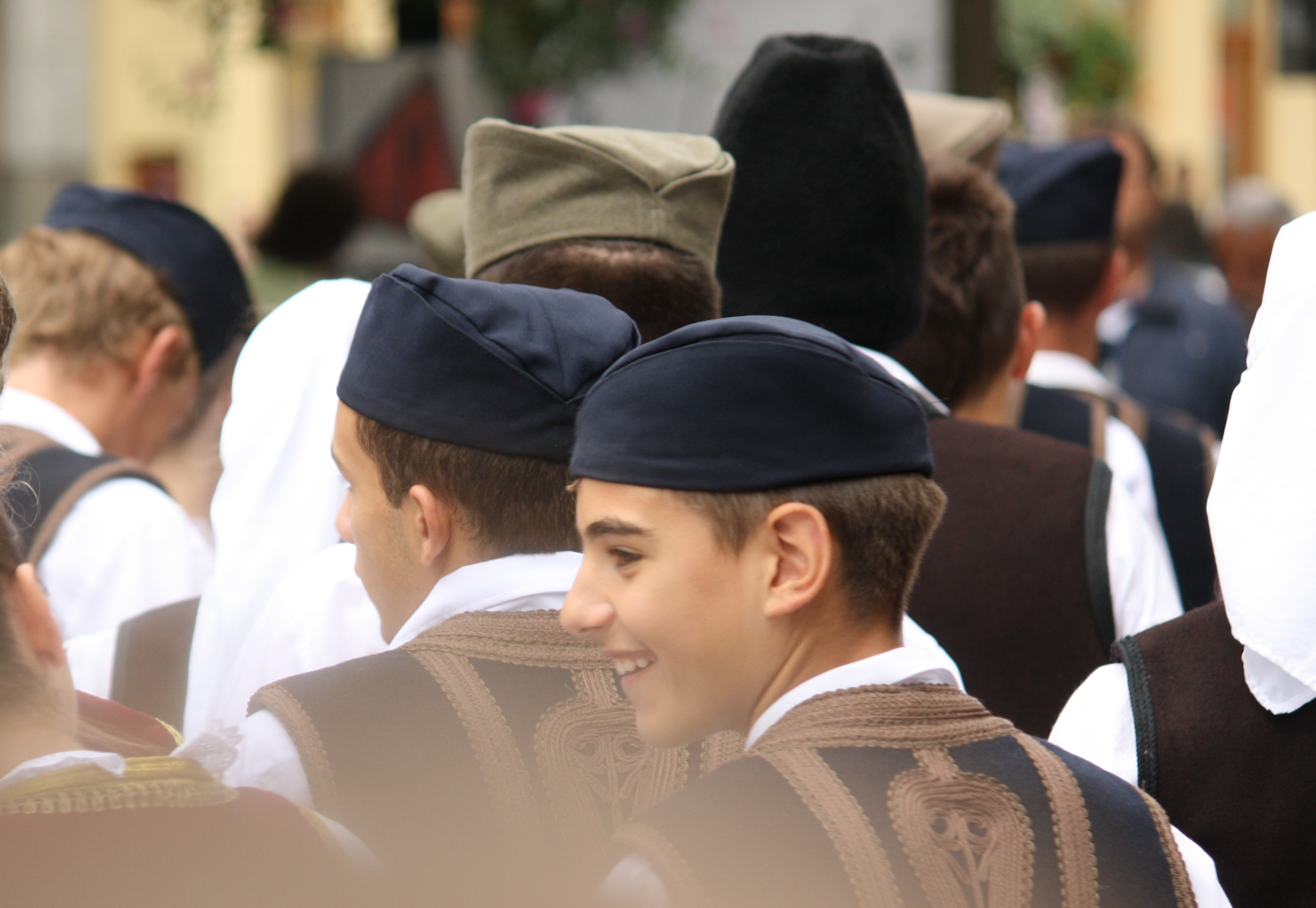
Сербские подростки в шайкачах

В настоящее время шайкачу носят преимущественно пожилые люди в сельской местности, но при этом её как элемент народного костюма надевают мальчики и юноши, участвующие в фестивалях народной культуры. С начала XX века шайкача считается символом сербского национального движения.

## Внешний вид

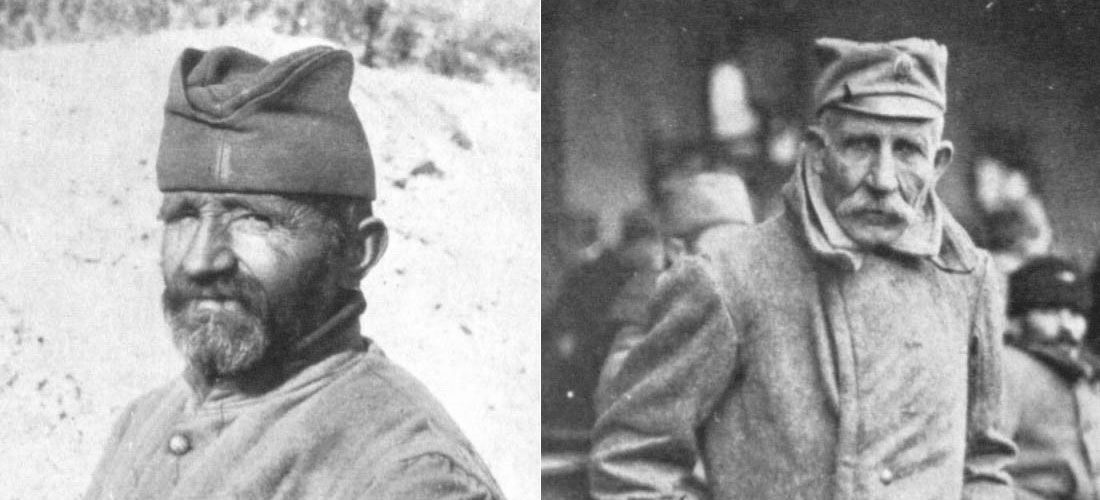
Солдаты Сербской армии в 1914 году в шайкачах (второй носит воинский вариант)

Шайкача имеет V-образную форму или форму дна перевёрнутой казацкой чайки; узкая, обычно чёрного или серого цвета. Изготавливается из мягкой ткани, сделанной дома, в мирное время носится без символов или кокард. В военные годы на шайкачу надевали кокарду с изображением двуглавого орла и девизом «Только единство спасёт сербов». В Первую мировую войну сербы носили шайкачу ещё и с королевской монограммой.